# 阿根廷足球丁级联赛
阿根廷足球丁级联赛（西班牙語：Primera D Metropolitana，簡稱阿丁），是阿根廷足球联赛系统的第 5 級別和兩個第 5 級別聯賽的其中之一。另一聯賽是阿根廷足球地區聯賽。
阿根廷足球丁级联赛是由18間球會，主要從布宜諾斯艾利斯和大都市區（大布宜諾斯艾利斯）組成。

## 形式
阿根廷足球丁级联赛採用雙循環賽制。一個賽季中每隊球隊需要於自己的主場和對手主場對賽。
積分排名最高的球會，在賽季結束時自動晉升為阿根廷足球丙級聯賽。積分排名第二至第九的球隊需進行升班季后賽，最高積分球隊需與阿根廷足球丙级联赛第2最低分的球會對賽，取勝一方在下賽季可在阿根廷足球丙级联赛作賽，敗方則在阿根廷足球丁級聯賽作賽。
由於阿根廷足球丁级联赛是阿根廷足球聯賽系統中最低級別聯賽，故此積分排名最低分的球會將被禁止參加下個賽季阿根廷足球聯賽系統。

## 外部連結
- Primera D at AFA website （页面存档备份，存于） （西班牙文）